# 速霸陸Alcyone SVX
速霸陸Alcyone SVX（日语：スバル・アルシオーネSVX）為日本富士重工業於1991年至1997年間製造銷售的雙門豪華旅行車（Grand Tourer），外銷版車名為速霸陸SVX。
車名「Alcyone」來自昴宿星團中金牛座最明亮的恆星昴宿六，代表此乃速霸陸汽車的旗舰车型；「SVX」則為「Subaru Vehicle X」之縮寫。

## 歷史與概要
1980年代後期至1990年代初期日本車廠開始進軍豪華車市場，如本田旗下的謳歌、豐田旗下的雷克萨斯、日產旗下的英菲尼迪、馬自達的Amati（最终未能成立），幾經研究，富士重工業決定先以豪華旅行車（Grand Tourer）作為試金石，邀請著名的義大利設計師喬吉·喬治亞羅（設計。
1989年10月26日開幕的第28屆東京車展上，富士重工業展出了概念車「速霸陸SVX」，搭載了和現代引擎公司（Motori Moderni）合作開發的3.5升自然吸气水平對臥十二缸引擎。由於獲得許多好評，斯巴鲁于1991年9月量產上市，最终量产车型的外观与概念车时期无甚差别。
Alcyone SVX为空氣動力學而优化外观设计，風阻係數和前一代车型速霸陸Alcyone一樣只有0.29，車窗與車身的接觸部位做了圓弧化處理。此外，由於A柱刻意設計得比較細，使得車窗採用獨特的「窗中之窗」，這種設計產生兩極化的評價。車尾燈设计为長條狀，而长条状尾灯是1980年代後期歐洲汽車流行的風格。
内饰方面，類似戰鬥機的设计頗能引起消費者的共鳴，更可选真皮電動座椅、主機隱藏式12片CD換片箱音響系統、恆溫空調、四門電動窗、四向可調及多功能按鍵方向盤、巡航定速系統、雙前座SRS安全氣囊、ABS防鎖死煞車系統等。
動力方面，Alcyone SVX搭载了3.3升水平對臥六缸（代号EG33型）引擎，搭配四速自動變速箱，可在引擎转速达6,000转时输出240匹馬力，在4,800转时输出315牛米扭矩，可选四轮驱动车型，在四轮驱动功能方面，日本、澳洲等右駕環境所使用的是可變式扭力分配系統（Variable Torque Distribution，縮寫成VTD），前、後輪分別以36:64的比例來傳輸動力，以確保在結冰路面的驅動力；此外日规车型还设有四轮转向功能，后轮的速度感应器和角度感应器将信息传递给ECU以控制后轮，北美洲和歐洲市場則採用ACT-4電子式前後扭力分配系統（Electro Active Torque-Split），可藉由中央耦合差速器來控制，一般情况下以90:10的比例传输动力，油耗，遇到打滑時則以前、後輪50:50的比例傳輸。
1993年11月，為慶祝富士重工業成立40周年，斯巴鲁推出限量300部的“SVX S40”特别车型，除了專用的藏青色塗裝外，中控台飾板为全黑色布局。
1994年7月，斯巴鲁继续推出“S40 Ⅱ”特别车型，也有兩種專用車色，同样限量300部，同年12月推出限量500輛的“SVX S3”特别车型，加裝了BBS提供的16寸鋁合金輪圈、環繞立體聲音響系統等。
1995年7月，以“SVX S4”名义推出的改款车型面世，具有雙前座SRS安全氣囊、ABS防鎖死煞車系統、後輪黏性耦合式限滑差速器、木紋中控台飾板等配備。
1997年12月，Alcyone SVX停产，日本國內共出售5,951輛，海外部分則為18,428輛。

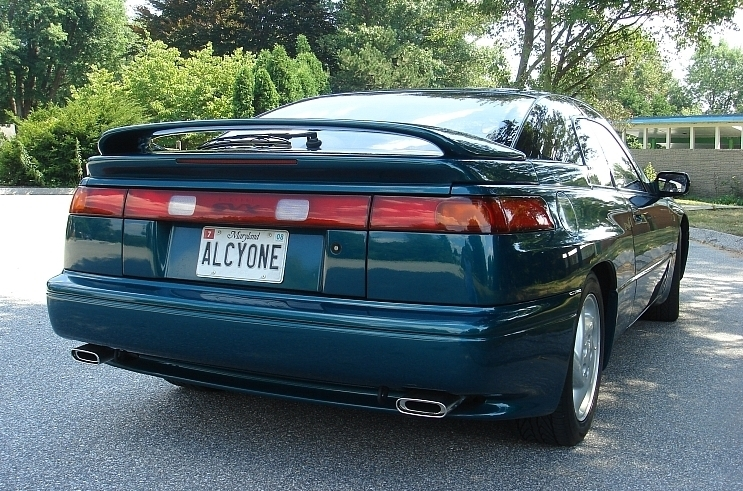
Alcyone SVX后部
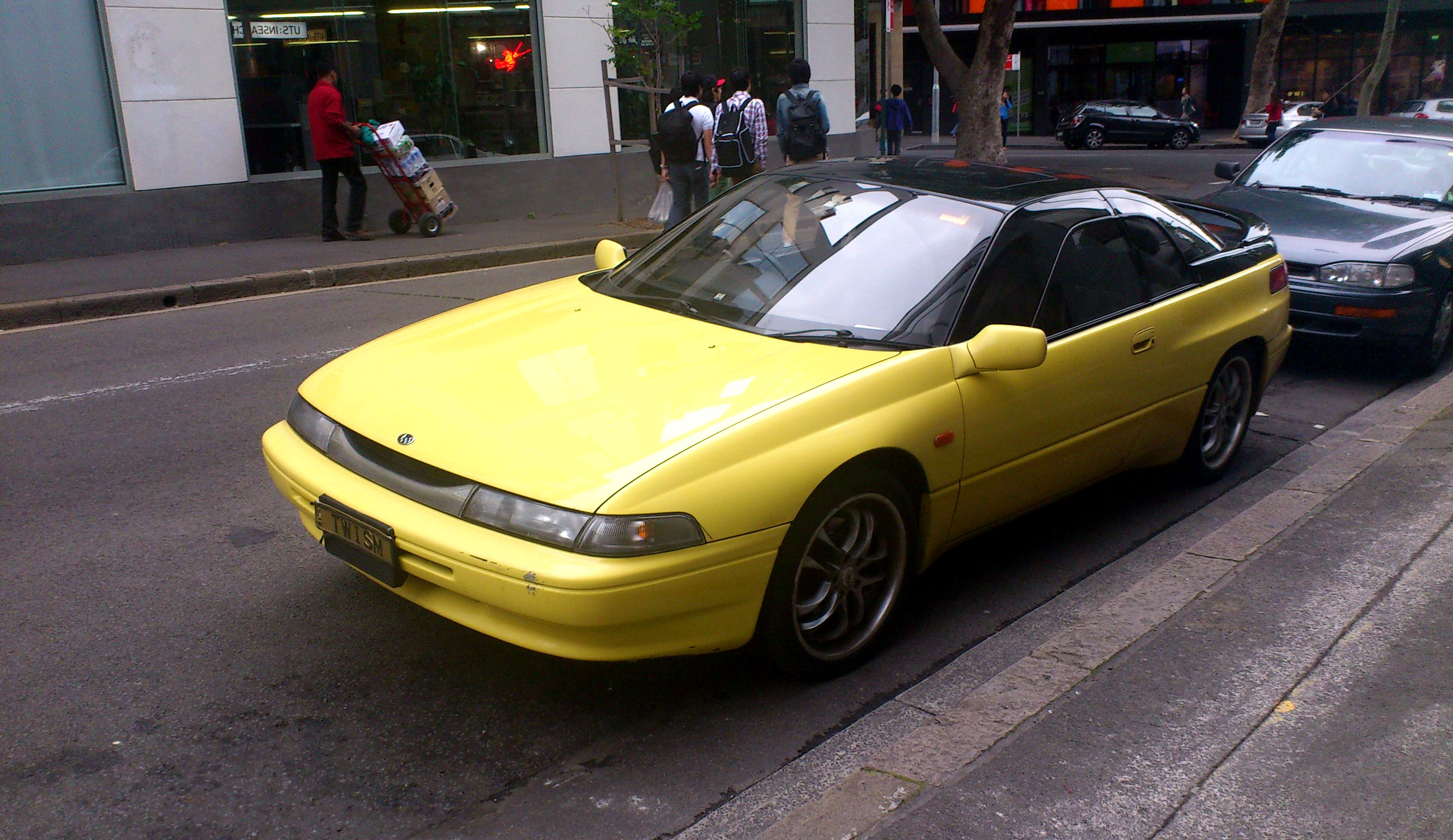
Alcyone SVX前部
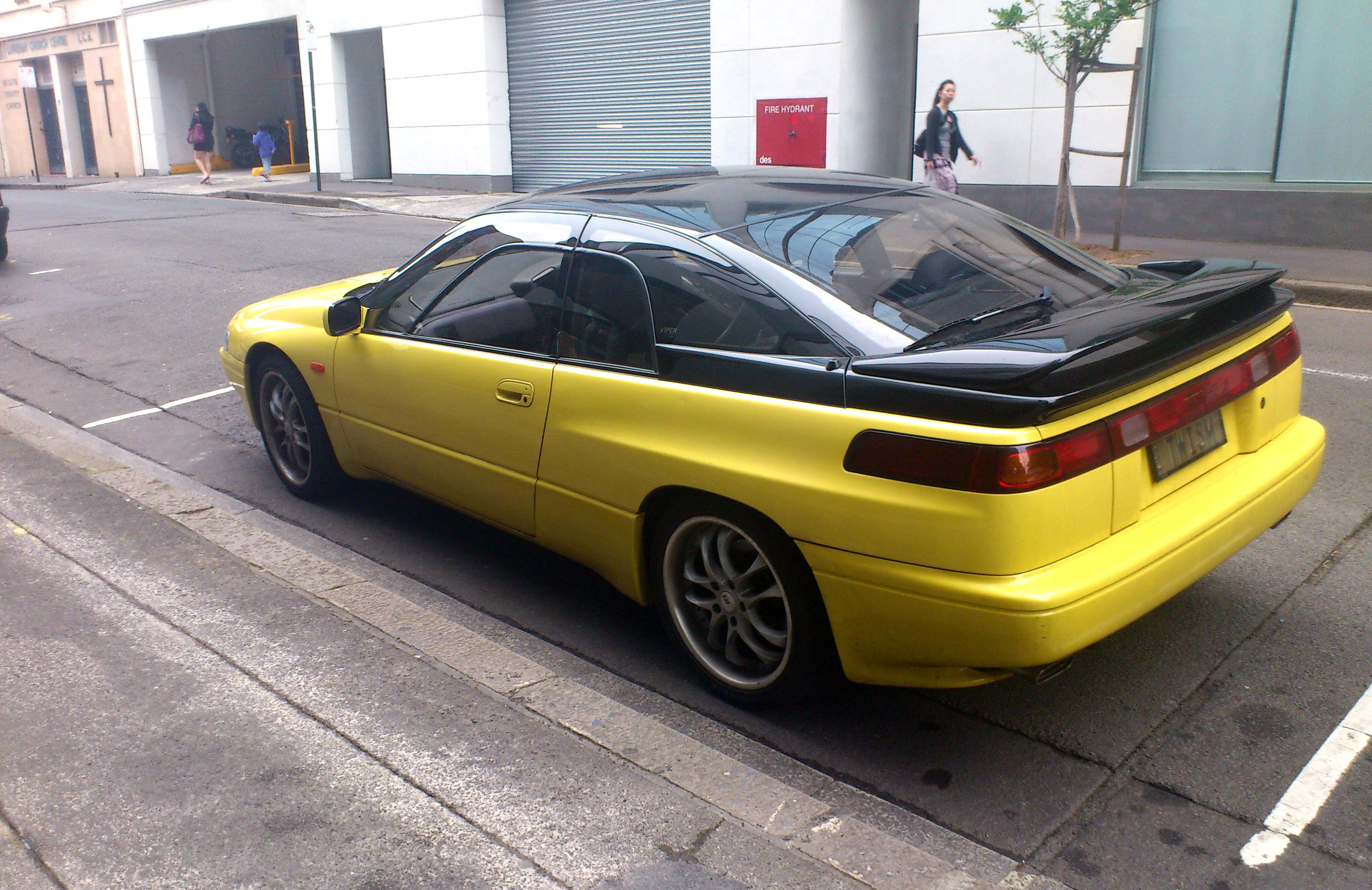
Alcyone SVX侧部
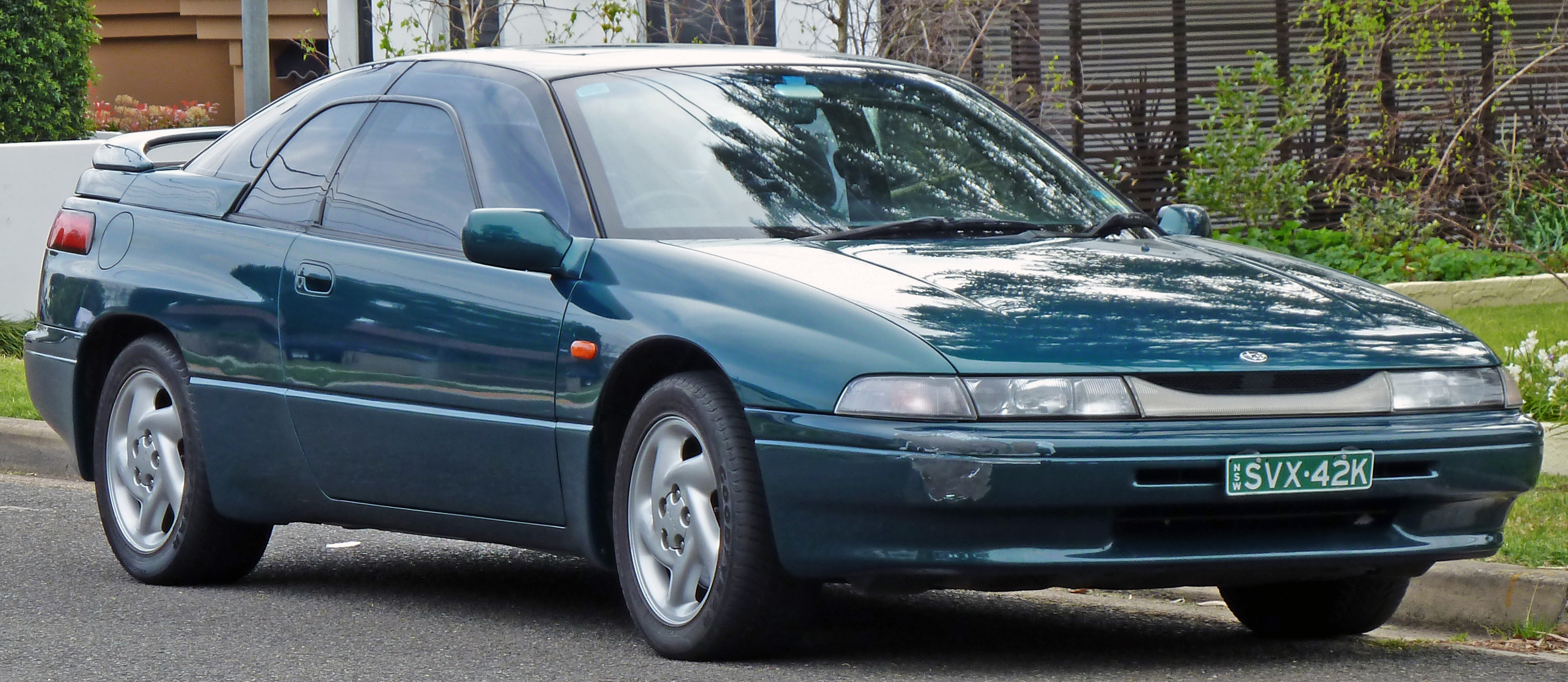
Alcyone SVX前部（一）
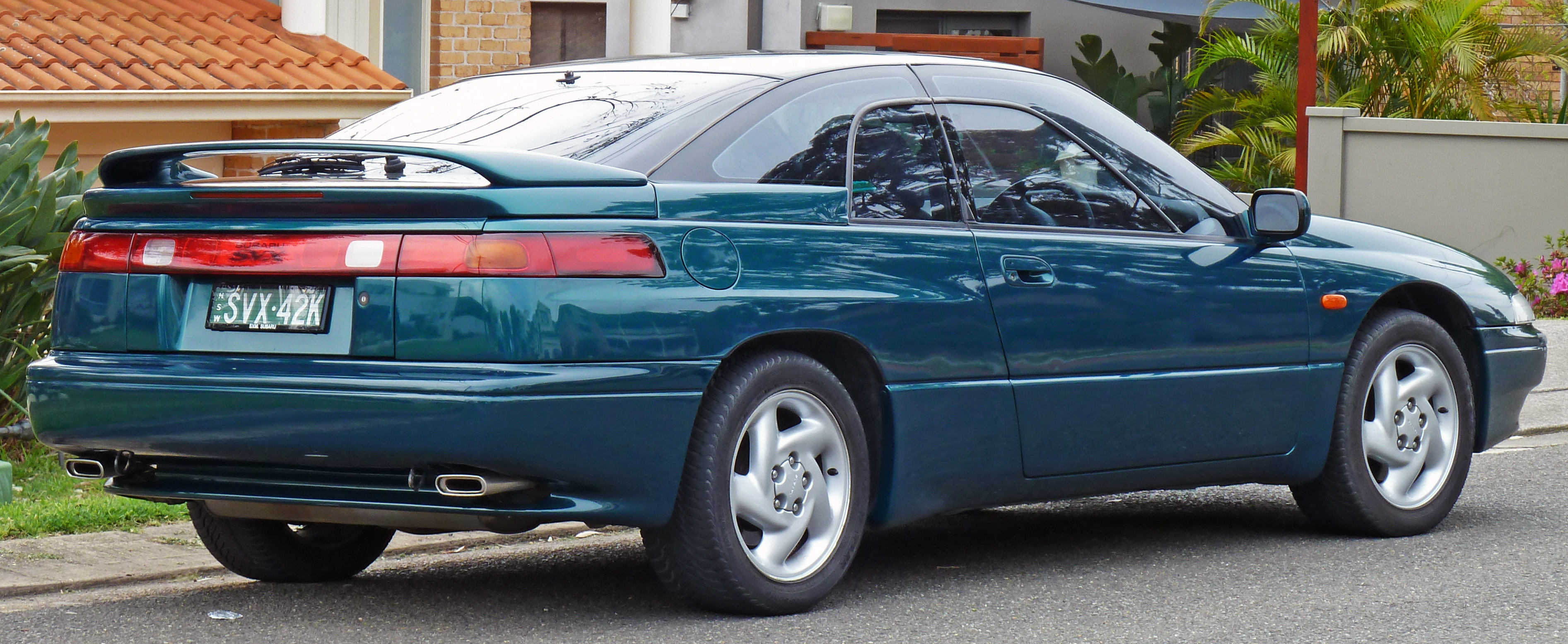
Alcyone SVX侧部（二）

## 外部連結
- （日語）日本官方網站 （页面存档备份，存于）